# Aristocreont
Aristocreont (grec antic: Ἀριστοκρέων, llatí: Aristocreon) va ser un filòsof estoic nebot de Crisip de Soli. Va florir cap a l'any 200 aC.
Era fill d'una germana de Crisip, i es va convertir en el seu deixeble. Crisip li va dedicar diverses de les seves obres, segons Diògenes Laerci. Plutarc diu que va fer una estàtua de bronze en honor del seu oncle, on va gravar: «Aristocreont va erigir aquesta semblança del seu oncle Crisip».
No se sap si aquest Aristocreont és el mateix que esmenta Plini el Vell, que va escriure una descripció d'Egipte.